# Sõgula
Sõgula – wieś w Estonii, w prowincji Harju, w gminie Kiili.